# Цусима
Цуси́ма (яп. 対馬), Цусимадзима — остров (ныне архипелаг) в Японском море. Принадлежит Японии (относится к префектуре Нагасаки, до 1872 года был самостоятельной административной единицей — провинцией Цусима). Расположен в Корейском проливе между Кореей и южным японским островом Кюсю. Общая площадь — 696,3 км². Население — 34,4 тыс. жителей (2010).
В Южной Корее этот остров называется Темадо (кор. 대마도).

## География
Цусима представляет фактически два крупных острова, разделённых узким проливом Офунакоси, северный остров носит название Камидзима (Камино-Сима, 上島), а южный — Симодзима (Симоно-Сима, 下島), также к Цусиме относят нескольких мелких островков и скал. Пролив Офунакоси высыхает во время отлива, так что два острова считают за один. Между двух островов, устьем на запад расположен залив Асо. В 1900 году залив Асо был соединён каналом Мандзэки (Кусухо, 久須保水道) с заливом Миура. Два острова соединены между собой мостом Мандзэки.
Протяжённость береговой линии около 730 километров. Оба острова гористы. Наивысшая точка — гора Ятате-Яма (649 метров). Главный город Цусима расположен на восточном побережье южного острова. Рейд его неудобен. Прекрасной естественной гаванью является залив Асо. Парк залива Асо (あそうベイパーク) является частью квазинационального парка Ики-Цусима.
- Залив Асо
- Канал Мандзэки[яп.]
- Мост Мандзэки
- Пролив Офунакоси[яп.]

## История
С XIII века и до реорганизации административного деления Японии в 1871 году в результате Реставрации Мэйдзи, Цусима была владением самурайского клана Со. В Средние века служила базой для японских пиратов вокоу. В ответ на их набеги корейские ваны династии Чосон в 1419 году организовали вторжение на Цусиму.

### Цусимский инцидент
В 1861 году русский корвет «Посадник» более восьми месяцев стоял в Татамурском заливе и власти Цусимы уступили русским часть территории острова, на которой русские моряки создали временное поселение. Это вызвало недовольство бакуфу; для выдворения русских моряков центральные власти Японии решили использовать Великобританию. В августе 1861 года японское правительство передало британскому вице-адмиралу Хоупу информацию о российском присутствии на острове, указав, что оно может стать угрозой британской торговле. В результате совместного британского и японского дипломатического давления на Россию, через несколько месяцев «Посаднику» распоряжением из Санкт-Петербурга было приказано немедленно оставить Цусиму, чтобы убедить японцев в российском доброжелательстве.

### Такесики
В 1885 году остров Цусима хотела купить Германская империя.
В 1880-х годах японцы стали укреплять вход в залив Асо. В 1900 году порт Такесики в глубине залива защищали несколько долговременных батарей пушек Канэ в низких башнях.

### Цусимское сражение
14 (27) мая 1905 года — 15 (28) мая 1905 года в ходе русско-японской войны в районе острова Цусима произошла морская битва, в которой русская эскадра потерпела сокрушительное поражение.

## Экономика
Экономическая активность на острове в основном связана с добычей и переработкой рыбы и морепродуктов (в особенности кальмаров). Также развит туризм. Центром острова является одноимённый город Цусима, образованный в 2004 году путём слияния семи посёлков.